# Birken-Eichenwald

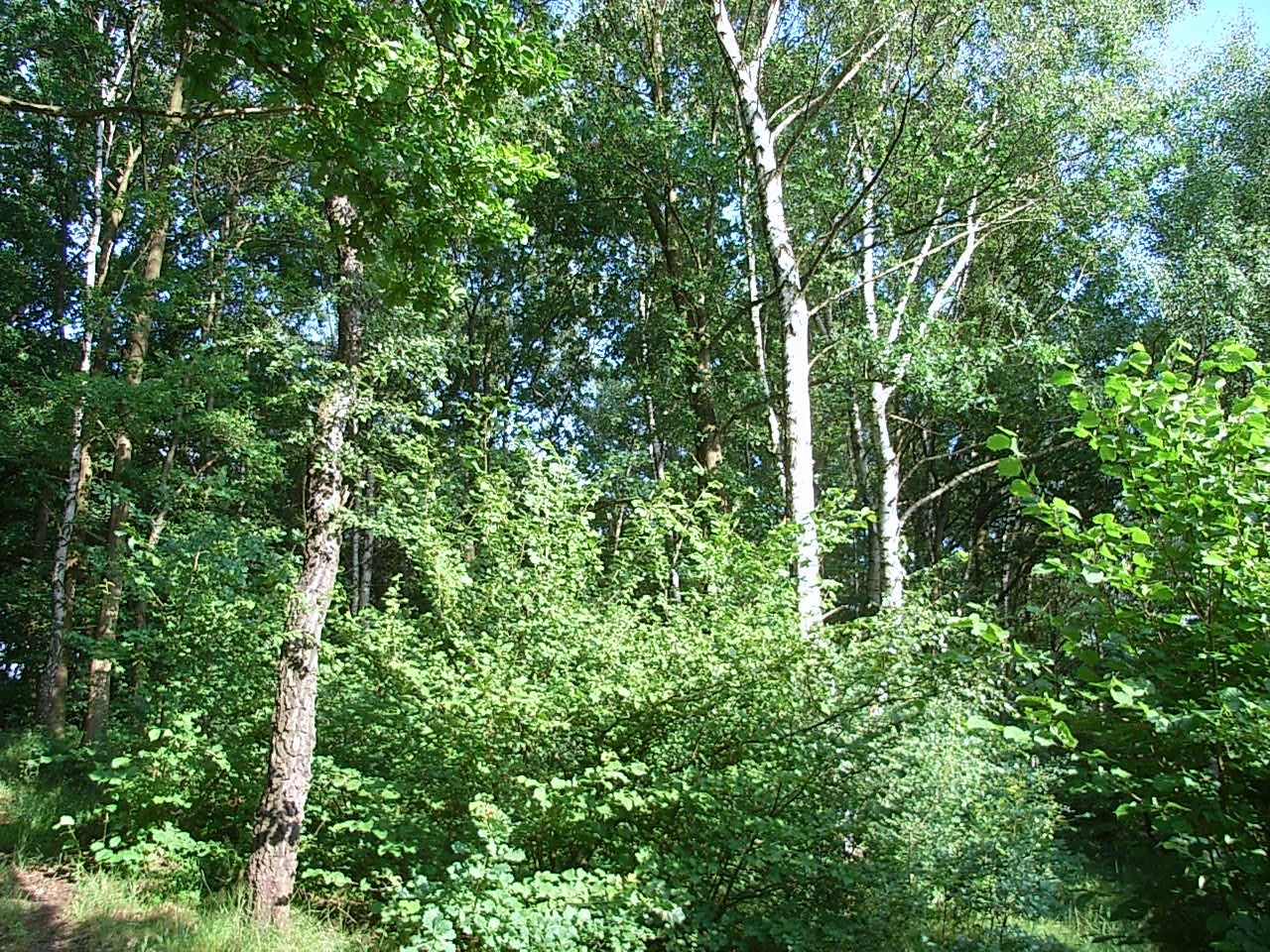
Birken-Eichenwald bei Zwiesel

Ein Birken-Eichenwald oder Eichen-Birkenwald ist eine west- und mitteleuropäische  Pflanzengesellschaft, in der Hänge-Birken (Betula pendula) und Stiel-Eichen (Quercus robur) vorherrschen. Pflanzensoziologische Einordnung: Assoziation Betulo (pendulae)-Quercetum roboris, Verband Quercion roboris, Ordnung Quercetalia roboris (-petraeae).

## Entstehung
Birken-Eichenwälder stocken auf trockenen bis frischen und sehr nährstoffarmen Böden wie reinem Quarzsand oder Sandstein mit der Bodenart Podsol, wo die Lebensbedingungen für die Rotbuche nicht ausreichend sind, während die anspruchsloseren Baumarten Stiel-Eiche und Sand-Birke noch gedeihen können. Die Entstehung der Birken-Eichenwälder dürfte durch Beweidung und Waldbetrieb von Eichen- und Buchenwäldern auf relativ nährstoffarmen Böden gefördert worden sein. Die meisten Autoren gehen heute davon aus, dass natürliche Birken-Eichenwälder als Klimaxvegetation sehr selten sind und nur kleinflächig vorkommen. Meist handelt es sich bei Beständen dieses Waldtyps um durch vorhergehende Nutzung degradierte ehemalige Buchen- oder Buchen-Eichenwälder. Der Buchen-Eichenwald bildet eine Übergangsform zwischen Birken-Eichenwald und Rotbuchenwald.

## Beschreibung
In Beständen dieses Waldtyps herrscht meist die Stieleiche (Quercus robur) in der Baumschicht vor. Aufgrund des nährstoffarmen Standortes bleiben die Eichen immer mangelwüchsig. Entgegen dem durch den Namen vermittelten Eindruck sind Birken zwar stet, aber meist nur vereinzelt beigemischt. Birkenreiche Bestände sind in der Regel junge Sukzessionsstadien. Der Wald als Ganzes ist ziemlich hell. Das liegt nicht nur daran, dass Birken und Eichen viel Licht durch ihr wenig dichtes Kronendach lassen, sondern aufgrund des geringen Nährstoffangebotes kann sich auch keine dichte Strauch- und Krautschicht ausbilden.
Der Birken-Eichenwald ist relativ artenarm. Neben Birken und Eichen gedeihen hier unter anderem Zitterpappel, Adlerfarn, Heidelbeere, Preiselbeere, Besenheide, Eberesche, Faulbaum, Besenginster und manchmal recht zahlreich das Maiglöckchen. (Manche Autoren trennen die zwergstrauchreichen Ausbildungen als eigenständige Pflanzengesellschaft Preiselbeer-Eichenwald, Vaccinio vitis idae-Quercetum, ab.) Wo der Winter mild genug ist, wächst auch die Stechpalme.

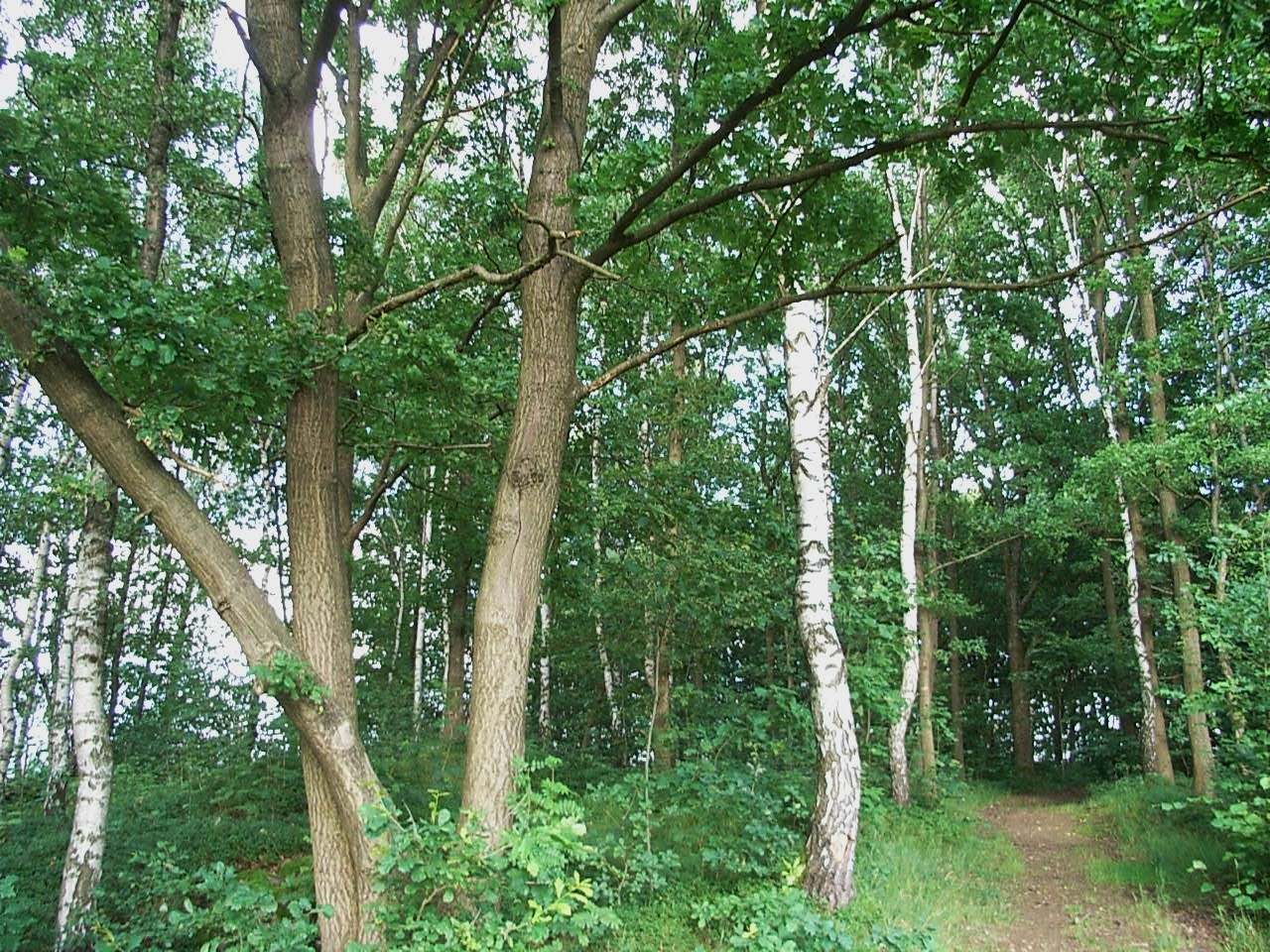
Birken-Eichenwald ist typischerweise licht

## Verbreitung
Birken-Eichenwälder sind die zonale Vegetation von der portugiesischen bis zur dänischen Küste. Sie bilden in der niederländisch-nordwestdeutsch-jütländischen Geest die potentielle natürliche Vegetation. Nach Osten dringt immer mehr die Kiefer ein. Kiefernreiche Birken-Eichenwälder gibt es zum Beispiel im Baruther Urstromtal und im Prignitzgebiet. In extrazonalen Inseln der Mittelgebirge kommen ebenfalls kleinräumig Birken-Eichenwälder vor. Ihr Hauptvorkommen in Deutschland liegt in den nährstoffarmen Gebieten des Niederrheinischen Tieflands und der Westfälischen Bucht wie im Emsland, im Mindener Wald und den Wentruper Bergen bei Greven.

## Wirtschaftliche Bedeutung und Gefährdung
Der forstwirtschaftliche Nutzen des Birken-Eichenwaldes ist gering, weshalb viele Bestände durch Kiefernforste ersetzt oder in Ackerland umgewandelt wurden. Viele Bestände unterliegen aber heute auch einer natürlichen Sukzession zum Buchenwald, die als Erholung nach nutzungsbedingter Degradierung anzusprechen ist. Er gilt nach der Roten Liste der Pflanzengesellschaften in Deutschland als stark gefährdet. Auch in Nordrhein-Westfalen, neben Niedersachsen das Hauptverbreitungsgebiet dieses Waldtyps, gilt heute der gleiche Gefährdungsgrad.